# 不惧级驱逐舰
不惧级驱逐舰（Неустрашимый）是苏联海军于1950年代早期建造的一型驱逐舰，但是她只建造了一艘，她的改进型就是大量建造的56型科特林级驱逐舰。苏联代号是41计划，她是第一次被北约赋予代号的苏联军舰，称为“塔林级驱逐舰”。

## 同型舰
- 该船由列宁格勒的日丹诺夫船厂于1950年铺龙骨，次年1月29日下水。1952年1月28日到55年1月31日进行了大量测试后方服役于波罗的海舰队，1974年2月退役。

## 设计
她是苏联第一款真正意义上的二战后设计舰。